# ۲۰۰۲ ای‌ای۲۹
۲۰۰۲ ای‌ای۲۹ (انگلیسی: 2002 AA29) که (2002 AA29) نیز نوشته شده، یک سیارک کوچک نزدیک به زمین است که در ۹ ژانویه ۲۰۰۲ توسط پروژهٔ بررسی سیارک‌های نزدیک به زمین لینکلن (LINEAR) کشف شد. قطر این سیارک تنها حدود ۲۰ تا ۱۰۰ متر (۷۰ تا ۳۰۰ فوت) است. این سیارک در مداری تقریباً دایره‌ای بسیار شبیه به مدار زمین به دور خورشید می‌چرخد. قسمت بیشتری از این مدار در داخل مدار زمین قرار دارد که در نزدیکی دورترین نقطه سیارک از خورشید یعنی آفلیون از آن عبور می‌کند. به این دلیل مداری، ۲۰۰۲ ای‌ای۲۹ به عنوان یک سیارک آتنی طبقه‌بندی می‌شود، نامی که از سیارک آتون ۲۰۶۲ بر گرفته شده است.
ویژگی دیگر این است که میانگین دوره مداری آن در مورد خورشید دقیقاً یک سال نجومی است. این بدان معنی است که در رابطه با زمین قفل شده است، زیرا چنین مداری فقط در شرایط خاص پایدار است. تاکنون تنها شمار کمی از این گونه سیارک‌ها شناخته شده‌اند که در رزنانس ۱:۱ مداری با زمین قفل شده‌اند. نخستین مورد سیارک ۳۷۵۳ بود که در سال ۱۹۸۶ کشف شد.
سیارک‌هایی که دارای رزنانس مداری ۱:۱ با یک سیاره هستند، اجسام هم‌مدار نیز نامیده می‌شوند، زیرا مدار سیاره را دنبال می‌کنند. پرشمارترین سیارک‌های هم مدار شناخته شده تروجان‌ها هستند که نقاط لاگرانژی L4 و L5 سیاره مربوط را اشغال می‌کنند. با این حال، ۲۰۰۲ ای‌ای۲۹ متعلق به اینها نیست. در عوض، یک مدار به اصطلاح نعل اسبی را در امتداد مسیر زمین دنبال می‌کند.